# Riga–Jelgava jernbane
Riga–Jelgava jernbane (lettisk: Dzelzceļa līnija Rīga—Jelgava) er en 43 kilometer lang jernbanestrækning i Letland, der forbinder hovedstaden Riga med byen Jelgava. Strækningen har  1.524 millimeter sporvidde og åbnede i 1868.